# Roger di Salisbury
Roger di Salisbury (... – Salisbury, 4 dicembre 1139) fu un vescovo di Salisbury di origine normanna che visse ed esercitò in epoca medioevale non solo la sua carica religiosa, ma anche quelle pubbliche di Lord cancelliere e Gran giustiziere.

## L'uomo di grande potere
Delle origini di Roger di Salisbury non è noto nulla, il suo luogo di nascita, la sua ascendenza o la data in cui è venuto al mondo sono andate perdute. Il primo dato certo lo presenta come prete di una piccola cappella presso Caen in Normandia e nel documento di notifica che lo nomina Vescovo di Salisbury si trova scritto Roger, prete della chiesa di Avranches. Si narra che Enrico I d'Inghilterra abbia assistito, per caso, a una delle messe da lui amministrate e che, colpito dall'eloquio sciolto con cui leggeva il servizio abbia deciso di prenderlo al suo servizio.
Roger era probabilmente un uomo di scarsa educazione, ma con un buon senso degli affari e quando Enrico salì al trono nel 1101 lo nominò immediatamente Lord cancelliere, carica che mantenne fino al tardo 1102.
Il 29 settembre 1102 Roger venne nominato Vescovo di Salisbury presso la Cattedrale di Old Sarum, tuttavia egli non venne consacrato fino all'11 agosto 1107 a causa della disputa sorta fra Enrico ed Anselmo d'Aosta.
In quegli anni infuriava la cosiddetta lotta per le investiture, ma Roger fu abbastanza scaltro da riuscire a mantenere buoni rapporti sia con il re che con Anselmo, che era Arcivescovo di Canterbury già da diversi anni.
Dal punto di vista degli affari reali Roger contribuì a portare in Inghilterra il sistema di riscossione delle tasse detto Exchequer e non esitò a usare la propria posizione per aumentare il proprio prestigio e la propria ricchezza. Col tempo divenne, in quanto a potere, secondo soltanto a Enrico e benché non sia mai stato ufficialmente chiamato con il nome Gran giustiziere di fatto rivestì questa carica sotto il regno di Enrico e di nuovo sotto quello di Stefano I d'Inghilterra.
Quando Enrico si trovava in Normandia era Roger a detenere il controllo del regno e nel 1123 riuscì a far eleggere Arcivescovo di Canterbury il suo candidato William de Corbeil. Pare anche che Roberto, uno dei figli illegittimi di Enrico, sia stato posto sotto la custodia di Roger a seguito della battaglia di Tinchebray combattuta il 28 settembre 1106 e che vide Enrico uscire vittorioso dallo scontro con Roberto II di Normandia.
Alla morte di Enrico Roger giurò fedeltà a sua figlia l'imperatrice Matilde, tuttavia non essendogli particolarmente gradite i legami che la avvincevano agli Angioini, famiglia d'origine di suo marito, cambiò partito andando ad appoggiare Stefano, cugino di Matilde. Quando questi salì al trono nel 1135 Roger gli portò non solo il tesoro reale, ma anche tutto il sistema amministrativo del paese.
Stefano fece molto affidamento non solo su di lui, ma anche su suo figlio Roger le Poer e sui suoi nipoti Nigel di Ely e Alessandro di Lincoln, entrambi ecclesiastici come lui, tuttavia col tempo finì con l'irritarsi contro la crescente influenza della cricca di cui Roger era il centro.
Egli aveva costruito a Devizes un imponente castello e alla fine sia lui che i nipoti avevano finito con l'assicurarsi un certo numero di manieri al di fuori delle loro diocesi e verso la fine dei suoi anni Roger prese a comportarsi come se si sentisse a pari del re. Nel consiglio che si tenne nel giugno del 1139 Stefano chiese, con un pretesto, che gli venissero ceduti tutti i castelli e quando questi rifiutarono furono tratti in arresto. Dopo un breve scontro tutti i castelli di Roger vennero sequestrati e fu Enrico di Blois vescovo di Winchester a chiedere che gli venisse restituito il vescovado.
Furono in molti a ritenere che Stefano avesse commesso un grave errore esercitando violenza su dei prelati dal momento che trasgrediva il comandamento biblico Non toccate i miei consacrati come recitato nel Salmo 104.
Questa contesa con la chiesa accadde immediatamente prima che Matilde giungesse in Inghilterra con le sue truppe, una cosa che certamente non giovò a Stefano, tuttavia Roger era ormai giunto al termine della sua vita e non poté vedere se e come sarebbero cambiati i suoi rapporti con il re.
Egli infatti morì a Salisbury il 4 dicembre 1139.
Roger era stato un grande burocrate con tendenze e pensieri più avanzati rispetto all'epoca in cui visse, i suoi contemporanei per questo lo giudicarono come un uomo estremamente coinvolto nel mondo materiale, ambizioso, avaro e libero dai lacci che lo dovevano legare all'alta moralità che doveva, in teoria, albergare nel cuore degli ecclesiastici.

## Genealogia episcopale
La genealogia episcopale è:
- Arcivescovo Robert di Jumièges
- Vescovo Guglielmo il Normanno
- Arcivescovo Lanfranco di Canterbury
- Arcivescovo Tommaso di York
- Arcivescovo Anselmo d'Aosta
- Vescovo Roger di Salisbury